# Consilium ad exsequendam Constitutionem de Sacra Liturgia
Le Consilium ad exsequendam Constitutionem de Sacra Liturgia (« Conseil pour l'application de la Constitution sur la Sainte Liturgie »), communément appelé le Consilium (ou parfois Consilium ad exsequendam), est un organe de l'Église catholique entre 1964 et 1970.
Officialisé le 25 janvier 1964 par Paul VI, il a pour objectif de mettre en œuvre la constitution liturgique Sacrosanctum Concilium du 4 décembre 1963, (première constitution votée par le concile Vatican II). Après sa dernière session plénière le 10 avril 1970, il est fusionné dans la nouvelle Congrégation pour le Culte Divin.

## Histoire

### Origine et composition (1963-1964)
Alors que les pères conciliaires n'avaient pas encore finalisé la constitution liturgique Sacrosanctum Concilium, le pape Paul VI confie à l'automne 1963 à l'archevêque de Bologne, le cardinal Giacomo Lercaro, des considérations préliminaires pour une commission post-conciliaire et la consultation d'experts à ce sujet. Cela impliqua Annibale Bugnini dans ces considérations, lui qui avait été secrétaire de la Commission liturgique préparatoire du Concile depuis le 11 juillet 1960, et qui deviendra secrétaire du Consilium.
Après que le Concile eut approuvé le Sacrosanctum Concilium le 4 décembre 1963, Paul VI déclare publiquement la création du Consilium par son motu proprio Sacram liturgiam du 25 janvier 1964. Il n'y utilise pas dans le texte le terme consilium (« conseil »), mais y parle d'une « Commission spéciale » (peculiarem […] Commissionem) :

« Nous avons créé une Commission spéciale, qui aura pour premier rôle de veiller à ce que les prescriptions de la Constitution sur la liturgie soient saintement appliquées. (Peculiarem condimus Commissionem, quam appellant, cuius præcipuæ erunt partes, ut ipsius Constitutionis de sacra liturgia præcepta sancte perficienda curet.) »

— Motu Proprio Sacram Liturgiam, 25 janvier 1964
Une première liste des membres est publiée le 28 janvier dans l'Osservatore Romano,.
Dans un message au Pape le 13 janvier 1964, le cardinal secrétaire d'État Giovanni Cicognani résume les entretiens exploratoires préparatoires et demande la constitution d'un Consilium ad exsequendam Constitutionem de sacra Liturgia. Il désigne comme responsables les cardinaux Giacomo Lercaro, Paolo Giobbe, et le Préfet de la Congrégation des rites, le cardinal Arcadio María Larraona, et désigne comme secrétaire Annibale Bugnini. Le cardinal Cicognani avait déjà annoncé cela verbalement à Bugnini le 3 janvier 1964.
Le 15 janvier 1964, puis de nouveau le 15 février, le groupe des premiers nommés se réunit en « session constituante ». Lercaro et Bugnini dressent une liste de Periti (consulteurs), qui est approuvée par le pape au début de mars 1964 et publiée le 5 mars 1964 dans l'Osservatore Romano. La première « session plénière », qui remplace la « session constituante », du Consilium a lieu le 11 mars 1964. Un premier groupe d'étude est créé pour se consacrer à la révision du Psautier, puisque Sacrosantum Concilium souhaitait répartir sa récitation dans une durée plus longue que la semaine. Comme cela est de coutume à la Curie romaine, il y a initialement, en plus des « sessions plénières » (dans la terminologie de la Curie : « congrégation plénière »), une « session ordinaire » des membres présents à Rome, mais, pour le Consilium, cette dernière ne se réunit que deux fois (les 20 mars et 13 avril 1964). Les 13 sessions plénières du Consilium, durant lesquelles il y eut quatre audiences papales, ont eu lieu aux dates ou périodes suivantes :
- 1re session : 11 mars 1964 ;
- 2e session : avril 1964 ;
- 3e session : juin 1964 ;
- 4e session : septembre à novembre 1964 (pendant la 3e session de Vatican II) ;
- 5e session : avril 1965 ;
- 6e session : d'octobre à décembre 1965 (pendant la 4e session de Vatican II) ;
- 7e session : octobre 1966 ;
- 8e session : avril 1967 ;
- 9e session : novembre 1967 ;
- 10e session : avril 1968 ;
- 11e session : octobre 1968 ;
- 12e session : novembre 1969 ;
- 13e et dernière session : 9 et 10 avril 1970.

En juin 1964, le Consilium compte 42 membres (des évêques, l'abbé bénédictin Rembert Weakland et trois prêtres), 142 consulteurs (experts internationaux), 30 conseillers et trois employés au secrétariat. Le nombre de membres passe ensuite à 51 pour une meilleure représentativité des pays, des situations et des problèmes. Une ou deux fois par an, l'ensemble du Consilium se réunit à Rome en session plénière. Un conseil de la présidence, composé de sept membres, supervise les travaux et prend les décisions urgentes. Le pape Paul VI suit personnellement avec intérêt l'évolution des travaux, et prend parfois lui-même les « arrangements appropriés », selon le secrétaire Annibale Bugnini,.

### Compétences et désignation
Le Consilium est né à la demande du Pape lui-même et n'est directement affecté à aucune des congrégations de la Curie romaine, mais il a le caractère d'un « groupe d'étude » indépendant et était directement subordonné au Secrétariat d'État. Il n'a pas de base juridique sur laquelle s'appuyer et doit élaborer sa propre structure et ses propres méthodes de travail. La tentative du Consilium en 1966-1967 de faire approuver par le pape un statut de son fonctionnement est empêchée par une pétition anonyme adressée au pape, à laquelle ce dernier se rallie : le Consilium aurait voulu être un « organe stable et permanent […] avec un pouvoir législatif presque illimité » et des pouvoirs étendus. Le pape nomme directement le président du Consilium : ce fut d'abord le cardinal Giacomo Lercaro, remplacé pour raisons d'âge le 9 janvier 1968 par le cardinal Benno Gut, bénédictin. Le nom de « Consilium » est choisi par les latinistes du Vatican car il est « plus classique » que Commissio ; le nom complet de Consilium ad exsequendam Constitutionem de sacra Liturgia vient, lui, du secrétaire du Concile l'archevêque Pericle Felici. Le cardinal Cicognani ordonne que le siège du Consilium ne soit pas dans les bureaux de la Congrégation des Rites, il déménage ensuite dans des chambres du quatrième étage de la résidence Sainte-Marthe au Vatican. Outre le secrétaire Bugnini, de deux à huit jeunes experts en liturgie de différents pays travaillaient au secrétariat, les principales langues étant l'italien, le français, l'anglais, l'espagnol et l'allemand.
Le pape Paul VI créé le Consilium pour réécrire les livres liturgiques de rite latin dans l'esprit et selon les normes du Concile et pour « soutenir utilement et sagement » la Congrégation pour les Rites dans la mise en œuvre des décisions du Concile, comme il le dit dans un discours de 1967 discours. Il fait face à une forte opposition de la partie de la Curie romaine opposée à toute réforme liturgique. Les pouvoirs législatifs du Consilium sont contestés au sein de la Curie, et divers conflits éclatent entre les autorités du Consilium et de la Curie, notamment la Congrégation des Rites qui cherchait à conserver ses prérogatives séculaires. En effet, le Consilium procède d'un parallélisme de compétences, la Congrégation des Rites d'une fonction subordonnée, uniquement consultative, du Consilium (« audito Consilio »). Dans une lettre au cardinal Arcadio Larraona datée du 2 janvier 1965, le cardinal secrétaire d'État Amleto Cicognani détermine que les travaux du Consilium se dérouleront en trois phases : la phase de préparation des livres liturgiques et d'examen des questions, ainsi que la phase d'expérimentation, relevant de la compétence du Consilium, la promulgation définitive appartenant à la Congrégation des Rites,.
Le pape Paul VI approuve le travail du Consilium, mais dans une allocution à ses membres et conseillers le 13 octobre 1966, il déclare qu'il devra « consulter les évêques avant que nous n'approuvions les propositions mûrement réfléchies avec notre autorité » au préalable de la publication du nouvel Ordo, du Missel et du calendrier liturgique révisé.

### Méthode de travail
Le Consilium est formé environ 40 groupes d'étude ou de travail (Coetūs) d'experts dans les domaines de la dogmatique, de la liturgie, de la pastorale, de l'histoire de l'Église, du droit canonique, de la musique liturgique, etc. Les ténors du « Mouvement liturgique » franco-belge y tiennent la part du lion, derrière des personnages comme Aimé-Georges Martimort, Pierre-Marie Gy, Bernard Botte (de)…. Dans un « geste fraternel et pacifique », des liturgistes non catholiques d'autres confessions participent en tant qu'observateurs aux délibérations du Consilium. Il s'agit des anglicans Ronald Jasper et Massey H. Shepherd, du méthodiste A. Raymond George pour le Conseil œcuménique des Églises, de Friedrich-Wilhelm Künneth et d'Eugene L. Brand en tant que représentants de la Fédération luthérienne mondiale, et de Max Thurian de la communauté de Taizé. Selon Annibale Bugnini, le projet d'inviter un représentant des Églises orthodoxes n'aboutit pas. Le Consilium s'efforce de maintenir un contact étroit par des rencontres, parfois régulières, avec les présidents des conférences épiscopales, les présidents et secrétaires des commissions liturgiques nationales et les rédacteurs des revues liturgiques. Il communique sous forme de circulaires, et en interne par Notitiae (notes). Un congrès d'étude des traducteurs des livres liturgiques a lieu, avec 249 participants, du 9 au 13 novembre 1965 à Rome. Il est en effet considéré important que les textes de la langue maternelle aient un caractère à la fois moderne et sacré et que les textes liturgiques dans les régions de la même famille linguistique correspondent autant que possible.
Les documents officiels sont précédés d'expériences que le pape Paul VI a expressément permises et approuvées dès le début de la réforme liturgique. Le Consilium définit des limites fixes en termes de temps, de lieu et de personnes pour de telles expériences et implique les commissions liturgiques nationales. Des paroisses appropriées (urbaines et rurales), des monastères et des abbayes sont choisis comme sites d'expérimentation : une publicité excessive devait être évitée et les croyants participants sont interrogés. Cela n'a pas empêché certaines « indécences et excès ». Dans le domaine de l'Ordo Missae, Annibale Bugnini mentionne la libre conception des textes, la musique inadaptée, les sermons sous forme de dialogue, les célébrations de la messe dans des appartements ou des salles profanes, le renoncement aux vêtements, l'utilisation du pain ordinaire pour la communion et les « cérémonies extravagantes ». Cependant, Bugnini rejette une accusation générale selon laquelle « les expériences approuvées ont semé confusion et désordre ». Le Consilium doit faire face à plusieurs reprises à des diffamations et à de faux rapports : les abus ont été exagérés et le Consilium blâmé. Lors de la session plénière d'octobre 1966, le Secrétaire exhorte toutes les personnes concernées à faire preuve de prudence dans la divulgation d'informations sur les travaux du Consilium.

### Premiers changements
Au cours des travaux du Consilium, certains changements dans la liturgie sont mis en œuvre avant qu'il y ait eu une réédition complète des livres liturgiques. Cela est fait à travers les textes doctrinaux suivants, chacun signé conjointement par le Président du Consilium et le Préfet de la Congrégation des Rites :
- Avec l'instruction Inter Oecumenici[19] du 26 septembre 1964, la langue nationale est introduite dans de nombreuses parties de la Sainte Messe, de la liturgie sacramentelle et de la liturgie des Heures. De nombreux rites dans la célébration de la messe sont également modifiés et simplifiés, la prière universelle est introduite, et une homélie le dimanche et les jours de fête est rendue obligatoire. En outre, un cahier des charges est établi pour la conception des églises et des autels afin d'obtenir la participatio actuosa des fidèles souhaitée par le Concile. Ces règlements sont dans l'Ordo Missae de 1965 (Ritus servandus in celebratione Missae. De defectibus in celebratione Missae occurentibus. Edition typique ; Typis Polyglotte Vaticanis 1965), un missel entré en vigueur le premier dimanche de Carême, le 7 mars 1965.
- Le ritus servandus in concélébratione missae et ritus communionis sub utraque specie (décret Ecclesiae semper du 7 mars) est entré en vigueur le jeudi saint 15 avril 1965, et réglemente la concélébration au sens de SC 57f. ainsi que la communion au calice.
- Le 5 mars 1967, l'instruction Musicam sacram[20] sur la musique liturgique est publiée, et entre en vigueur le 14 mai 1967, dimanche de Pentecôte. Il réglemente l'importance de la musique à la Sainte Messe, la liturgie des heures et l'administration des sacrements et redéfinit les rôles liturgiques des musiciens dans le service ainsi que l'importance des chants en langue vernaculaire.
- Le 4 mai 1967, l'instruction Tres abhinc annos est publiée, qui prolonge l'instruction Inter Oecumenici et la met en vigueur, à partir du 29 juin 1967, d'autres modifications proposées par les évêques. Il concerne surtout la sélection de certains textes liturgiques ; depuis 1965, un travail considérable s'était engagé avec la révision et l'approbation de textes en langue vernaculaire, dont certains étaient provisoires. Désormais, les conférences épiscopales locales sont libres d'autoriser également la langue vernaculaire pour la messe et les ordinations[21].
- L'instruction Eucharisticum mysterium du 25 mai 1967 (entrant en vigueur le 15 août 1967, fête de l'Assomption) traite d'autres réformes individuelles dans la célébration de la Sainte Messe, de la réception de la Communion, de la conservation du Saint-Sacrement et de la piété envers l'Eucharistie.

### Transfert à une commission de la Congrégation pour le culte divin (1969-1970)
Avec la constitution apostolique Sacra rituum congregatio du 8 mai 1969, la Congrégation pour le culte divin est établie à la place de la Congrégation des rites. Le domaine des processus de canonisation, qui appartenait jusque-là à la Congrégation des rites, est transféré à la nouvelle Congrégation pour la Cause des Saints. Le Consilium devient une partie de la Commissio specialis ad instaurendam liturgicam absolvendam (Commission pour l'exécution de la réforme liturgique) de la nouvelle Congrégation pour le culte divin.
Le secrétaire de cette nouvelle congrégation est l'ancien secrétaire du Consilium, Annibale Bugnini, et le préfet est le cardinal Benno Gut, jusqu'à sa mort le 8 décembre 1970. La Congrégation pour le culte divin inaugure son nouveau siège au Palazzo delle Congregazioni (10, place Pie X, Rome) lors de la 13e et dernière session plénière du Consilium le 9 avril 1970.
D'importantes réformes de la liturgie, surtout le Missale Romanum de 1969 et le nouveau Calendrier liturgique romain, sont achevées alors que le Consilium est devenu un conseil indépendant, tandis que d'autres projets sont poursuivis par la Congrégation pour le culte divin.
Lors de la 12e session plénière du 10 novembre 1969, Annibale Bugnini propose de rassembler et de publier tous les documents de la réforme liturgique. Reiner Kaczynski, alors employé de la Congrégation pour le culte divin, s'occupe de la publication. Le premier volume, qui documente les travaux du Consilium, couvre la période du 4 décembre 1963 au 2 décembre 1973, et est publié en 1976 aux éditions Marietti de Turin sous le titre « Enchiridion documentorum instaurationis liturgicae I (1963-1973). Composuit et indices auxit Reiner Kaczynski, a studiis S. Congregationis pro Cultu Divino ». Il comprend 1224 pages et dispose d'un index thématique complet avec 934 mots-clés.

## Plan de travail etCoetüsduConsilium
L'élaboration des documents et des livres liturgiques réformés suit un plan de travail présenté par le secrétaire Annibale Bugnini lors de la première session de la « session constituante », orientant la structure des groupes de travail du Consilium, appelés Coetüs. Les groupes de travail sont divisés en deux départements :
- Les Coetüs du premier département, dit « d'élaboration », ont la tâche éditoriale de rassembler le matériel de contenu et de formuler un projet de texte à partir de celui-ci.
- Dans le second département, dit « de révision », des spécialistes liturgiques, qui ne sont pas familiarisés avec les travaux préliminaires, doivent examiner les textes pour en vérifier la simplicité, la logique interne, l'exactitude terminologique et l'efficacité pratique. Ils vérifient également si les textes et les termes apparaissant plus d'une fois dans différents projets sont utilisés dans le même sens partout. Ce n'est qu'après cette procédure de révision que les projets de textes sont soumis au Consilium.

Les Coetüs sont dirigés par un « relator » et se réunissent à Rome, mais aussi à d'autres endroits pratiques pendant les phases de développement. Ils travaillent sur les tâches suivantes liées au contenu, le nombre de Coetüs individuels correspondant au nombre ordinal donné ici à quelques exceptions près. Au cours des travaux, certains Coetüs ont été divisées en deux groupes, ici marqués « bis ».

### Coetüs du premier département dit«d'élaboration»
| - 1 : Révision du calendrier - 2 : Révision du Psautier - 3 : Distribution des Psaumes - 4 : Lectures bibliques de la liturgie des Heures - 5 : Lectures des Pères de l'Eglise - 6 : Lectures hagiographiques - 7 : Hymnes - 8 : chants de la Liturgie des Heures ; 8 bis : Preces des Laudes et Vêpres - 9 : Structure générale de la Liturgie des Heures - 10: L'Ordo Missae - 11 : Lectures de la messe - 12 : « La Prière universelle, ou Prière des Croyants » - 13 : Messes votives - 14 : Chants de la messe - 15 : Structure générale de la messe - 16 : Concélébration et Communion sous les deux espèces - 17 : Fêtes particulières dans l'année liturgique - 18 : Révision des « Communs » individuels ; 18 bis : Oraisons et Préfaces - 19 : Rubriques du bréviaire et du missel | - 20 : révision du 1er livre du Pontifical 20 bis : Consécration des vierges et professes - 21 : Révision des 2e et 3e livres ; 21 bis : Consécration de l'église et consécration de l'autel - 22 : Sacrements - 23 : Sacramentaux ; 23 bis : Pénitence - 24 : Révision du Martyrologe - 25 : Révision des cantiques - 26 Révision du Cérémonial des évêques - 27 : Éléments utiles d'autres rites - 28 : Élaboration d'un code de droit liturgique - 29 : Rites de la « Cappella papale » |

### Coetüs du second département dit«de révision»
| - 30 : Révision théologique - 31: Révision biblique - 32 : Révision juridique ; 32 bis : Révision des livres liturgiques - 33 : Révision historique - 34 : Révision stylistique | - 35 : Révision musicale - 36 : Révision à la lumière des principes pastoraux - 37 : Révision pour application pastorale - 38 : Révision pour ajustement - 39 : Révision artistique |

## Domaines de réforme

### Renouvellement de la messe
Sept Coetüs du Consilium sont directement consacrés au renouvellement de la sainte Messe. Le travail du Coetus 10 sur l'Ordo Missae, dirigé par Johannes Wagner (de) (directeur de l'Institut liturgique allemand de Trèves), est d'une importance particulière. Au début des travaux, outre Wagner, il comprend : Anton Hänggi (secrétaire), Mario Righetti, Theodor Schnitzler, Pierre Jounel, Cipriano Vagaggini, Adalbert Franquesa, Pierre-Marie Gy et Josef Andreas Jungmann, rejoints plus tard par Luigi Agustoni, Joseph Gelineau, et Louis Bouyer . Dans le cadre du « renouvellement général de la liturgie » voulu par le Concile, l'Ordo Missae fut révisé en profondeur, comme ordonné par le Concile (SC 50), et renouvelé selon la « norme des pères », et non « d'un coup »  mais en deux étapes, à savoir 1965 et 1969-1970.
Le 27 janvier 1965, alors que le Concile était encore en session, le Consilium et la Congrégation des Rites publient conjointement un Ordo Missae officiel considérablement révisé pour remplacer la version précédente du Missale Romanum de 1962 : Ritus servandus in celebratione missae et Ordo missae. Le nouvel Ordo (« rite de 1965 ») détache l'ouverture de la messe et la liturgie de la parole de l'autel, permet pour la première fois l'usage de la langue vernaculaire (dont la prière eucharistique était initialement exclue jusqu'en 1967), et donne aux prêtres la liberté de célébrer l'Eucharistie face à l'assemblée (versus populum).
À titre expérimental, le 24 octobre 1967, le secrétaire Bugnini du Consilium célèbre une messe en italien dans la chapelle Sixtine dans la nouvelle forme de la Missa Normativa (Messe normative) en présence des participants du premier synode des évêques. La réponse des évêques est perplexe : une vive opposition (43 non placet), de nombreuses et substantielles réserves (62 placet juxta modum), et 4 abstentions, le tout pour 187 votants. Selon Bugnini, les père synodaux n'étaient pas correctement préparés. Les 11, 12 et 13 janvier 1968, trois autres messes « expérimentales » de différents types ont eu lieu - désormais en présence du pape Paul VI dans la chapelle Redemptoris Mater du Vatican - à laquelle participent environ 30 personnes de différentes classes sociales à la demande du pape, suivies de discussions dans la bibliothèque privée du pape. Les personnes impliquées sont convaincues que « la substance du rite était bonne ». Le pape Paul VI parle d'un « moment historique ».
Le schéma du nouvel Ordo Missae est transmis aux préfets des dicastères du Vatican pour examen, et le pape lui-même accompagne jusqu'au bout le processus d'élaboration dans les moindres détails et introduit quelques demandes de changement : l'ouverture de chaque messe commence par un signe de croix prononcé à haute voix par le célébrant, alors qu'il n'existe pas de tradition liturgique. Le Consilium discute les textes lors de sa 11e session plénière (8-17 octobre 1968). Comme la publication d'un Missale Romanum complet renouvelé prend encore du temps, un volume spécial est d'abord publié ; il contient l'Institutio Generalis Missalis Romani, l'Ordo missae, les préfaces et les quatre prières eucharistiques. Paul VI publie ce missel avec la constitution apostolique Missale Romanum, datée du Jeudi Saint 1969, le 3 avril, et il entre en vigueur le 30 novembre 1969, 1er dimanche de l'Avent. Le Missale Romanum complet est publié le 17 mai 1970 et connait une seconde édition (Editio typica altera) en 1975 avec quelques modifications.
La tâche du Coetus 11, la réorganisation des lectures dans la messe et le développement d'un lectionnaire, est, selon le secrétaire Bugnini, « l'une des tâches les plus difficiles de toute la réforme ». Le Concile avait appelé à une disposition plus variée et appropriée des lectures de l'Écriture (SC 35.1), et l'introduction de la langue vernaculaire produit un désir d'une plus grande variété, en particulier les jours de semaine aux Communs répétés. Le Coetus est dirigé par le bénédictin américain Godfrey Diekmann, et à partir de juin 1965 par l'italien Cipriano Vagaggini (également bénédictin). Les membres allemands sont Heinrich Kahlefeld, Heinrich Schürmann et Klemens Tilmann. Il y avait de grandes quantités de texte à réviser et à modifier. En 1965, 31 spécialistes de la Bible sont chargés de trouver des péricopes adaptées à un usage liturgique dans tous les livres de la Bible. Les résultats sont revus et commentés par 100 experts de la catéchèse et de la pastorale. Le Lectionnaire (Ordo lectionum Missae) est publié par Paul VI (comme l'Ordo Missae avec la constitution Missale Romanum du 3 avril 1969) avec le décret de la Congrégation du culte divin Ordinem lectionum scripturae sacrae in missa du 25 mai 1969 (dimanche de Pentecôte). C'est un ouvrage grand format de 500 pages avec des sections pour les dimanches et les jours saints, les jours de la semaine, les mémoriaux des saints et les messes pour les occasions particulières. Les antiennes ont également été révisées et ont été incluses dans la publication.
Le pontifical romain (messe pontificale, autres offices épiscopaux) et les cérémonies liturgiques telles que les créations de cardinaux, les ouvertures de synodes et les grands congrès sont retravaillées séparément par des Coetüs dédiés. Les formes désuètes de l'étiquette sont supprimées, et l'on a tenu compte de la nouvelle conception du collège des évêques ainsi que de l'Ordo Missae renouvelé.

### Réforme de la liturgie des heures
Huit Coetūs travaillent sur les différents aspects d'une réforme de la liturgie des Heures (Liturgia Horarum). Le Coetus 9, dirigé par le français Aimé-Georges Martimort, a une fonction de mise en réseau et de coordination et travaille sur la structure globale. En plus des évêques locaux, les ordres religieux sont également interrogés et apportent des suggestions et des souhaits. Les demandes du Concile (SC 88-94) sont mises en œuvre. Le nombre d'heures canoniales et ainsi que les psaumes de chaque heure sont réduits. Des cantiques de l'Ancien et du Nouveau Testament sont également inclus. Le déroulement des heures et leur correspondance avec l'heure de la journée sont en partie modifiés, les matines deviennent des « heures de lecture » méditatives avec un éventail plus large de lectures de la Bible et des œuvres des Pères de l'Église.
Selon la demande de Sacrosanctum Concilium (cf. art. 91), le livre des Psaumes est réparti sur une durée plus longue que celle de la semaine : c'est une durée de 4 semaines qui est finalement choisie. À la demande spéciale de Paul VI, et malgré les avis et votes très largement majoritaires des évêques lors de Vatican II et du synode des évêques de 1967, certains psaumes imprécatoires (en), jugés trop durs, sont omis entièrement ou partiellement de la liturgie des Heures : les psaumes 58, 83 et 109 sont entièrement omis, ainsi que des versets de 20 autres psaumes.
Afin de favoriser l'implication des laïcs, notamment aux heures principales des Laudes et des Vêpres, la Liturgie des Heures en langue vernaculaire est autorisée pour les temps de prière avec l'assemblée et, après bien des hésitations de la part du Pape, également pour les autres temps de prière dans les communautés religieuses qui le souhaitent ainsi que pour la prière du bréviaire du clergé.
Le Consilium termine ses travaux préparatoires sur la réforme de la liturgie des heures en avril 1968. Après avoir préparé la publication, Paul VI promulgue la Liturgie des Heures renouvelée avec la constitution apostolique Laudis canticum le 1er novembre 1970. Le bréviaire est publié en février 1971.

### Sacrements et bénédictions
La préparation de la réforme du Rituale Romanum est confiée au Coetus 22 (sacrements, dirigé par Balthasar Fischer) et au Coetus 23 (sacramentaux, dirigé par le dominicain français Pierre-Marie Gy). Certains sacrements et consécrations dont l'administration est réservée à l'évêque sont élaborés par les Coetūs 20 et 21. Dans le détail, il s'agissait des conditions d'admission, des donneurs et des receveurs ainsi que des rites du baptême (d'une part des adultes et d'autre part des enfants), de la confirmation (le principal sujet de discussion était le rite de confirmation), du sacrement de pénitence, de l'onction des malades et de l'enterrement, du sacrement de l'ordre et du mariage. Dans la liturgie entourant l'Eucharistie, les formes de réception de la communion à l'intérieur et à l'extérieur de la sainte Messe et le culte de l'Eucharistie sont contrôlés et réglementés. Le 15 août 1969, l'Ordo Exsequiarum est publié avec une riche collection de textes pour les services funéraires. Les travaux préliminaires sur le rite des bénédictions ont été poursuivis après l'achèvement des travaux du Consilium, initialement par un groupe d'étude de la Congrégation pour les Sacrements et le Culte Divin. Dans une optique de renouvellement des Rituale, plusieurs sous-tomes sur les différentes célébrations sacramentelles paraissent progressivement dans les décennies qui suivent.

### Réforme du calendrier
Coetus 1 (relator : Annibale Bugnini, puis Pierre Jounel à partir de 1967) travaille sur la réorganisation de l'année liturgique et de mise en relief de ses cycles de fêtes, ainsi que d'une révision du calendrier et d'une nouvelle mise en relief des fêtes et des jours de mémoire. Le pape approuve, avec le motu proprio Mysterii paschalis du 14 mars 1969, l'organisation de l'année liturgique et le nouveau calendrier liturgique romain. La révision des litanies des saints est liée aux travaux du Coetus.

## Publications
Liste non exhaustive des publications du Consilium.
- (la) De oratione communi seu fidelium : eius natura, momentum ac structura ; criteria atque specimina ad experimentum Coetibus territorialibus Episcoporum proposita [« Sur la prière commune ou fidèle : sa nature, son importance et sa structure ; critères et normes proposés aux groupes territoriaux d'évêques pour expérimentation »], Rome, Librairie éditrice vaticane, 1965, 29 p.
- (en) Guidelines for the Episcopal Conferences for a Catechesis of the Faithful Concerning the Anaphoras of the Mass, United States Catholic Conference, 1968, 13 p.
- (la) Descriptio et specimina officii divini, iuxta Concilii Vaticani II Decreta instaurati [« Description et exemples de service divin, selon les décrets du Concile Vatican II »], Typis polyglottis vaticanis, 1969, 77 p.